# Progression d'accords (jazz)
Pour les articles homonymes, voir Cadence.
Pour un article plus général, voir Progression d'accords.
En jazz, une progression d'accords, également désignée par les termes progression harmonique, marche harmonique ou cadence, est une succession d'accords constitutive de la trame harmonique d'un morceau. Les progressions les plus simples sont construites à partir des cadences décrites par l'harmonie tonale. Les plus développées s'étendent sur l'entier de la forme du morceau.
Les progressions simples sont désignées en français par l'expression cadence jazz. La terminologie classique réserve le terme cadence pour décrire les progressions harmoniques conclusives ; les progressions d'accords non conclusives étant désignée par le terme formule. La terminologie du jazz anglaise retient les expressions chord progression pour désigner les progressions d'accords, et turnaround, pour la cadence de relance à la fin d'une section.

## Conventions de notation
La théorie du jazz prévoit que les progressions d'accords soient notées en utilisant le chiffrage d'accord des degrés. Les qualités d'accords ne sont explicitées que lorsqu'elles ne correspondent pas à la qualité du degré correspondant de la gamme majeure. Ainsi, dans l'expression II -V - I les qualités n'ont pas besoin d'être explicitées. On rencontre également des expressions complètement explicites de la tétrade comme II-7 V7 IMaj7, ainsi que des solutions intermédiaires où la qualité majeure est spécifiée avec un chiffrage en majuscules et la qualité mineure avec un chiffrage en lettres minuscules, par exemple : ii - V - I.

## Progressions simples
Les progressions d'accords les plus simples, parfois appelées cadences jazz, sont issues des cadences de l'harmonie tonale. À savoir :
- la cadence parfaite V - I ;
- la demi-cadence IV - V, ou  II - V, ou I - V ;
- la cadence plagale IV - I ;
- la cadence complète IV - V - I ;
- la cadence rompue IV (ou II) - V conduisant vers un autre degré que le I attendu (souvent VI).

Ces progressions sont transformées par des substitutions d'accords, et notamment par la substitution diatonique du degré IV par le degré II. On les appelles cadences bien qu'elles ne soient pas nécessairement utilisée dans un rôle conclusif de la progression harmonique.

### I - IV - V
Cadence utilisée dans le blues ou le rock principalement.

### II-V-I
Selon Mark Levine, c'est la progression d'accords la plus jouée par les musiciens de jazz. Construite à partir de la cadence complète IV - V - I ou le degré IV, de fonction sous-dominante, est remplacé par le degré II qui à la même fonction.
- Notes constitutives des accords de la progression II -V - I dans la tonalité de Do majeur.

- Notes constitutives des accords de la progression II - V - I dans la tonalité de Do mineur.

- Notes constitutives des accords de la progression II - V - I dans la tonalité de do mineur, en utilisant des qualités d'accords dérivées du système mineur mélodique[3].

### II - bII7 - I
La substitution tritonique de l'accord de dominante (V) permet de remplacer le mouvement de basse caractéristique par quintes descendantes, en un mouvement chromatique descendant: II - bII - I
- Notes constitutives des accords de la progression II - bII - I dans la tonalité de Do majeur.

### II - V
La progression II - V suivie d'un accord qui n'est pas le degré I attendu est la version jazz de la cadence rompue. Les cas de figures les plus fréquents sont
- Résolution un demi-ton plus bas. Dans Peace de Horace Silver, la progression de la deuxième mesure, résout à la mesure suivante sur un accord de si majeur au lieu de fa majeur [4].

- Résolution sur le bon degré mais pas la qualité attendue. Night and Day, D-7b5 G7 CMaj7

- Résolution sur le bon degré, mais celui-ci est le degré II d'une nouvelle progression II - V . Par exemple à la deuxième mesure de In your own sweet way de Dave Brubeck[5]: la qualité attendue est Sol majeur, mais on a un sol mineur, deuxième degré d'une progression II-V-I en fa majeur.

- Pas de résolution, la qualité du degré V est transformée pour faire commencer une nouvelle progression II - V. À la troisième mesure de In your own sweet way de Dave Brubeck[5]: l'accord attendu est un fa majeur, mais la basse, interrompant la progression par quintes, reste sur do. La qualité de l'accord est mineur, il s'agit du degré II d'une progression II-V-I en si bémol majeur.

- Suivi d'une progression II - V - I un demi-ton plus bas, par exemple, les trois premières mesures de Stablemates
- Suivi d'une progression II - V - I un demi-ton plus haut, par exemple, les trois premières mesures de Moments notice de John Coltrane[4].
- La lecture audio n'est pas prise en charge dans votre navigateur. Vous pouvez télécharger le fichier audio.[N 1]

### IV - I
La progression IV-I est présente dans la forme blues notamment dans la variante IV7 - I7 entre la deuxième et la troisième mesure.
- Quatre premières mesures de la forme blues en Si bémol.

### IV - bVII - I (Backdoor progression)
La Backdoor progression ou Backdoor dominant est une progression d'accords très fréquente dans le jazz, où le degré bVII7 se résout vers le Ier degré majeur.
En Do majeur, cela donne un Bb7 qui se résout sur un CM7. La progression est souvent enrichie avec un II-V, ce qui donne, toujours en Do majeur, Fm7-Bb7-CM7 (IVm-bVII7-I). Ces deux accords Fm7-Bb7 sont non-diatoniques, c'est-à-dire qu'ils n'appartiennent pas à la tonalité principale. Dans cet exemple, les accords Fm7-Bb7 sont issus de la tonalité de Do mineur : il s'agit de ce qu'on appelle un interchange modal entre les tonalités majeures et mineures.
Le nom vient de l'idée implicite que la cadence parfaite II-V-I est la front door, la porte d'entrée principale, et que tout autre voie pour arriver à la tonique équivaut à prendre une porte dérobée (backdoor).
Cette progression fonctionne pour trois raisons principales :
- les degrés V7 et bVII7 partagent des notes communes, et on peut utiliser les mêmes gammes dessus (la gamme demi-ton − ton par exemple)[8],[9],[7] ;
- de la même manière, Fm7 et dø7 (le II de Do mineur) ont des notes en commun[9] ;
- Bb7 peut être considéré comme une substitution tritonique de l'accord de E7, dominante de la tonalité de La mineur, tonalité relative de Do majeure : il s'agit d'un autre type d'interchange modal[9].

On ajoute souvent à l'accord bVII7 la onzième augmentée, qui est la même note que la tierce du premier degré (Mi dans l'exemple en Do majeur).
On trouve cette progression dans de nombreux standards de jazz, tels que There Will Never Be Another You, Yardbird Suite, Misty, How Deep Is the Ocean?, Stella by Starlight, Lady Bird ou Just Friends,. On en trouve également des exemples dans des chansons pop, comme In My Life des Beatles, Just the Way You Are de Billy Joel, Sweet Child O' Mine de Guns N' Roses, Heroes de David Bowie ou You Are So Beautiful (en) de Billy Preston,.

## Cellules
Certaines progressions sont désignées par le terme cellule suivi d'un prénom. Il s'agit notamment de la cellule-anatole et de la cellule-christophe.

### Cellule-anatole I VI II V
Les quatre premiers accords du standard de jazz I Got Rhythm forment une cellule-anatole. La cellule-anatole est également utilisée en tant que turnaround, la cadence finale d'une section qui relance celle-ci ou introduit une nouvelle section du morceau.

### Cellule-christophe I I7 IV IV-7
Également appelée cadence de sous-dominante mineure, on trouve cette progression d'accords à la cinquième et sixième mesure du standard I Got Rhythm.

## Turnarounds
Le turnaround est une formule harmonique utilisée pour relancer une section, avant la reprise, ou pour introduire une nouvelle section. La forme usuelle du turnaroud est la cellule-anatole : I - VI - II- V. Cette progression d'accord peut-être réharmonisée en modifiant la qualité d'accord du degré VI ( I - VI7 - II - V), la qualité d'accord du degré II et VI ( I - VI7 - II7 -V), par la substitution diatonique I par le degré III ( III - VI - II - V), par la substitution tritonique du degré VI par le degré bIII7 ( I - bIII7 - II - V ).
Le turnaround Tadd Dameron utilise la substitution tritonique des degrés VI, II et V: I - bIII7 - bVI7 - bII7.

## Cycles des quintes diatoniques, marche d'harmonie
La progression d'accords qui consiste à parcourir tous les degrés diatoniques par quintes descendantes est utilisée dans les standard de jazz (VII III VI II V I VI). La partie A de Autumn Leaves est un exemple de l'utilisation complète de cette progression dans la tonalité de si bémol majeur. La progression commence sur le degré II et la qualité d'accord du degré III est modifiée en II7: II - V - I - IV - VII - III7 - VI.

### Ragtime progression, V de V (V of V)
La Ragtime progression est une progression d'accords construite sur une succession de dominantes secondaires, c'est-à-dire un accord non diatonique qui a la fonction de dominante vers un degré qui n'est pas le degré I. Il s'agit d'une utilisation partielle du cycle des quintes diatoniques, avec toutes les qualités d'accords changées. Le pont, bridge, du standard de jazz I Got Rhythm est fondé sur cette progression. III7 VI7 II7 V7 .

## Formes,Changes
Certaines progressions d'accords caractéristiques du jazz se développent sur l'entier de la forme musicale. La forme blues, en anglais blues changes, est une progression d'accords sur 12 mesures. À partir d'une forme élémentaire utilisant uniquement les degrés I, IV et V, la forme blues a connu de nombreux enrichissements avec l'utilisation de cadences supplémentaires et de turnarounds. Le blues-bop, le blues suédois (bird changes) et la valse blues (blues valz)
La forme anatole, Rhythm Changes, en anglais, en une forme AABA de 32 mesures. Les parties A sont composées de deux cellule-anatoles suivies d'une cellule christophe et d'une cellule anatole. Le pont, ou partie B, est formé d'une ragtime progression: III7 VI7 II7 V7.

### Cadences non diatoniques
Il arrive que certaines grilles comportent des accords étrangers à la tonalité (cadences non diatoniques). Il y a au moins deux raisons à cela :
- soit il y a pendant le morceau un changement de tonalité — modulation ;
- soit on garde la même tonalité, mais on introduit des accords d'une autre tonalité — accords « empruntés ».

Exemple : F7 ne peut pas appartenir à la tonalité de E majeur, car son II-m7 est Fm7 et l'accord de 7 dans une gamme majeure n'est présent que sur le V de la gamme. (cf. tableau modal).

### Réharmonisations
Lorsque plusieurs progressions d'accords présentent les mêmes fonctions, on peut substituer la première par la deuxième. Par exemple, la progression I-V7 peut être remplacée par la progression I-IV9, à condition de déplacer le II en tant qu'IV9. Dans l'exemple suivant, la deuxième partie de Stablemates de Benny Golson, présente, dans la tonalité de Mi, une cadence plagale (IV-V), mais sa réalisation harmonique est  Emin-FM7-FMaj7. Ici, les notes étrangères à la tonalité de Mi ne sont pas altérées, c'est la basse qui leur donne une fonction plagale en se déplaçant.